# ラッキィ池田
ラッキィ池田（ラッキィいけだ、本名：池田 新一（いけだ しんいち）、1959年10月25日 - ）は、日本の振付師、タレント。東京都・墨田区出身。東京都立江戸川高等学校卒業、獨協大学法学部中退。

## 経歴
映画『サタデー・ナイト・フィーバー』に影響を受けてディスコ通いを始める。20歳の頃、柴田恭兵が在籍していた劇団『東京キッドブラザース』のミュージカルを観劇し、その舞台に感動した影響で本格的にダンスに目覚める。そこから自己流のダンスを確立し、鈴木晋介らと小劇団で俳優としても活動。
1984年『スネークマンショー』のオーディションに合格しダンサーとしての出演。更に彼らの「楽しいテレビ」の振り付けを行い、振付師としてのキャリアを始める。また翌1985年に手塚眞監督の映画『星くず兄弟の伝説』で、俳優としてもデビュー。1986年には森雪之丞のプログレッシブ・ダンス・バンドユニット「マイティ・オペラ」に参加。ボーカル兼ダンサーとして注目を集める。
その後芝居やコント、音楽ユニット「リーマンズ」（パール兄弟のバックダンス・チーム）など多岐に活動し、この頃共演する機会があった関根勤と交友を得て、関根と小堺一機（コサキン）のラジオ番組に登場し、その独特なキャラクターとラジオでダンスをするという破天荒なパフォーマンスがうけ、更に1989年、アーノルド・シュワルツェネッガーがヤカンを持って踊る日清食品『カップヌードル』のTVコマーシャルや、自身がテレビに登場する際の奇抜なファッションが注目されブレイク、独特のキャラクターのタレントとしてバラエティ番組に多数出演した。
現在でもラジオリポーターや関根主宰の『カンコンキンシアター』などでタレント活動を行っているが、本業であるTV番組・コマーシャルや舞台などの振り付けにも力を入れている。
また吉本総合芸能学院（NSC）講師も務めており、オリエンタルラジオやエド・はるみ、8．6秒バズーカーをはじめゴールデンボンバーのボーカル・鬼龍院翔、しずる、はんにゃ、2700、パンサーらが教え子にいる。

## 人物
- 芸名は「ラッキー」ではなく「ラッキィ」が正しい。姓名判断で「ラッキー池田」では身を滅ぼす、と言われたため画数を変えたという。
- 関根やルー大柴の親友で『カンコンキンシアター』のメンバーであるため、よく関根やルーらと同じ浅井企画所属のタレントだと誤解されがちだが、浅井企画に所属したことはない（1994年頃まではパパドゥ、1995年から2005年4月まではオスカープロモーションにそれぞれ所属し[3][1][4]、その後はフリーで活動）。
- かつては「振り付け仮面」というキャラクターを演じたこともある。
- 独特の服装である「ラッキィ池田ルック」は子供用のゾウさんのじょうろを頭上に乗せて紐で縛りつけ、ヘビのおもちゃを体に付けて、白いハイソックスを穿き「ギャッフーン！気になるよぉー！」と言いながら踊りまくる。頭にじょうろをつけたのは、「ビートたけしのお笑いウルトラクイズ」がきっかけで、たくさんの芸人の中から自分を見つけるランドマークで着けたのが理由だという[5]。
- 親友のルー大柴に似た独特のくねくねとした動き（振り付けも、また自身で披露するダンスなども）が特徴。
- 実弟であるサッシィ池田（ラッキィの実家がガラス屋[6]であることに由来）と、「ブリーフブラジャーズ」なるパフォーマンスユニットを結成し活動していたこともあった。
- AV女優として活躍した青山ちはると周囲の理解もあり結婚したが、短期間で離婚した。その時も例のごとく「ラッキィ池田ルック」で、悲しみを込めて「ギャッフーン！気になるよぉー！」「離婚はコンコン、さ・よ・う・な・ら」と踊りながら離婚会見を行ったが、このパフォーマンスは周囲の失笑を買い、また不用意な発言もあって人気は急落してしまい、しばらくは仕事に恵まれずに混迷し相当悩んだという。心配したルー大柴は『浅草橋ヤング洋品店』に「男の涙は屋台で泣け」というコーナーを設けてラッキィを出演させ、（少々強引に）未練を断ち切らせた。
- 赤ちゃん向け番組『いないいないばあっ!』の振り付けを長く担当しているが、そこで同じく振り付けをしていたダンサーの彩木エリと後に再婚。今でも夫婦で番組の振り付けを担当、またともに空手を嗜んでいる。
- 今までの仕事仲間たちと草野球チームを作り、休日には試合をすることもある。ラッキィは投手で右投げ左打ち、背番号は29。背番号は好きなプロ野球選手である、北海道日本ハムファイターズの芝草宇宙現スカウトが日本ハムの選手時代に着けていた背番号にあやかったものであり、芝草も元来から右投げ左打ちである。
- CMにおいて、世界で初めてロボットに振付けをした（腕だけの工作ロボット）。
- 近年はラジオ番組で共演した永六輔の遺志を受け継ぎ、日本国憲法の立憲主義・民主主義・平和主義などの意義をダンスで伝える活動も行なっている。
- 上述の通りNSC（吉本総合芸能学院）でダンスの講師を担当しているが、その指導内容は「羞恥心からの解放」を目的とした、一般的なダンス指導とは大きく異なる独特のものである。そのため受講経験を持つお笑い芸人にしばしばネタにされている。
- 2019年 振付仮面となり「プロレス体操」をプロレス会場、イベント会場でパフォーマンス[7]。

## 活動

### 振付

#### 歌手
- WEST．「バリ ハピ」「ラッキィスペシャル」「おーさか☆愛・EYE・哀」
- ゴールデンボンバー「死　ん　だ　妻　に　似　て　い　る」
- 関ジャニ∞｢がむしゃら行進曲｣「前向きスクリーム!」
- AKB48「心のプラカード」
- 光GENJI（内部グループのGENJI）「な・な・なのなの時間割」
- BaBe
- 氷川きよし
- 布施明
- えなりかずき
- 聖飢魔II ※PV「RATSBANE」にて
- ゆず
- T-Pistonz+KMC（ダンサー「イン・チキータ」としてメンバーにも加わる）
- Berryz工房
- スマイレージ
- モーニング娘。
- The fevers
- アフィリア・サーガ・イースト
- 私立恵比寿中学
- Dorothy Little Happy
- DDプリンセス
- つりビット
- BOYS AND MEN「帆を上げろ!」[8]
- ボイメンエリア研究生｢ごっつぁん!エビバデ｣ ｢GO!GO!トレジャーロード!!｣

#### CM
- アーノルド・シュワルツェネッガー（日清食品）
- 本木雅弘（大塚ベバレジ）
- 唐沢寿明（マツダ）
- 松浦亜弥（江崎グリコ）
- モーニング娘。（松下電工、キリンビバレッジ）
- 優香（エプソン）
- 上戸彩（日清食品）
- 野村佑香（雪印乳業「ねるじぇら」）
- 鈴木保奈美（松下電器産業「ブレンビー」）
- 北乃きい（興和「ウナコーワ」もろこし体操）
- プチシルマ・プチシルマ体操（レダ、2006年 - 2007年）志村けん、研ナオコ出演のCMの振り付け以外にもプロレス会場での実演も担当[9]。
- 森迫永依（東洋水産「昔ながらの中華そば」ノンフライダンス篇）
- さくらや（さくらや年末オニ安セール、新生活オニ安セール）
- 鈴木亜美、鈴木亜耶、鈴木美奈子、武智志穂（ハイト眞露「JINRO マッコリ」）
- 松本孝美（ソニー「スーパーVHSビデオデッキ」（Vダンス、 Sダンス））
- コマツ産機（小松製作所）
- 賃貸住宅サービス（2015年1月 - ）
- 知花くらら（カネカ「還元型コエンザイムQ10」[10]）
- 土屋太鳳（ダイハツ BOON「ブーン隊　デザイン」編（2017年10月 - ）

#### テレビ
- 紅白歌合戦（NHK総合）
- いないいないばあっ!（NHK教育）
- それいけ!民謡うた祭り（NHK総合）
- まちかどド・レ・ミ（NHK教育）
- 天才ビットくん「大ビットランド音頭」（NHK教育）
- にほんごであそぼ（NHK教育）
- みんなのうた（NHK）
- すくすくぽん!（東海テレビ）
- ポンキッキシリーズ（フジテレビ系・BSフジ）
- ウォーターボーイズ（フジテレビ系）
- エリートヤンキー三郎「三郎音頭」（テレビ東京系）
- すきすき！ビーちゃん（富山テレビ）
- 妖怪ウォッチシリーズ（テレビ東京系）（「ようかい体操第一」では高木貴司と共に作詞も担当）
- 手裏剣戦隊ニンニンジャー「なんじゃモンじゃ!ニンジャ祭り!」（テレビ朝日系）
- Peeping Life TVシーズン1 ??「HOTELエイリアン」(日本テレビ)
- 痛快TV_スカッとジャパン「はい論破じゃんけん」（フジテレビ）
- 宇宙戦隊キュウレンジャー「キュータマダンシング!」「キュータマ音頭!」（テレビ朝日系）
- おはよう朝日です「おは朝音頭」（朝日放送テレビ）[11]
- ドラえもん「ドラがおじゃんけん」振り付け（テレビ朝日）

#### 映画
- いぬのえいが
- 北の零年
- キサラギ
- 39 刑法第三十九条

#### VHSビデオ
- ジェットマン体操（1992年）（『鳥人戦隊ジェットマン』ビデオ第10・11巻、DVD第1巻に映像特典として収録）
- 五星戦隊ダイレンジャー 元気体操（1993年）（単体で販売専用ビデオとして発売。DVDには未収録）

番組の主題歌にあわせて体操をする趣旨のビデオであるが、両方ともあまり本編とは関係のない振り付けで「体操」というより「ダンス」に近い。

#### その他
- CCダンス（広島東洋カープ応援曲、原曲：『勝利を我らに!〜Let's win!〜』）。1999年 - 2000年にはチアドラゴンズの振り付けも担当していた。
- 「宮おどり」「新富士宮音頭」 ※富士宮市制施行50周年を記念して振り付けをする。
- 「ラッテちゃんダンス」（ラッテフレンズ）　※BSS山陰放送のマスコットキャラクターのPRソングの振り付け。
- 「タンス・タンス・ダンス!」（メガマックス）[12]
- ハッピースター☆ダンス（横浜DeNAベイスターズ公式チアリーディングチームdiana）　※作詞・振付を担当。作編曲は柴田晃一。
- 「とっぴんぱらり体操」(秋田テレビが企画した健康体操)  ※振付を担当。
- ミュージカル『ジョンマイラブ-ジョン万次郎と鉄の7年-』-(坊っちゃん劇場第16弾作品)　※振付・ステージングを彩木エリと共に担当。

### 自身の出演

#### テレビ
- 爆風スランプのお店（日本テレビ系）
- 邦ちゃんのやまだかつてないテレビ(フジテレビ系）
- ビーロボカブタック 第51話「審判ロボ意外な正体」・第52話(最終回)「心に友情ある限り」（テレビ朝日系） - スターマインド 役
- 振付仮面 - 主演
- AVスカウトマン伝説
- おとこ喰い
- 六本木キャバクラ天使
- 俺の空
- マルタイの女
- 39 刑法第三十九条 - 犬山の警官 役
- NHK大河ドラマ「毛利元就」第1話 - 毛利家の足軽 役
- ぽれぽれジャンボ
- 花村大介
- 鉄道捜査官（テレビ朝日系） - タクシー運転手 役
- 週刊オリラジ経済白書（日本テレビ系）
- エド・はるみ物語（フジテレビ） - 本人役
- しょこ♥リータ（2009年3月4日 - 25日、テレビ東京）「勝手にキャラソン第三弾」

#### ラジオ
- 土曜ワイドラジオTOKYO 永六輔その新世界（1991年4月 - 2015年9月26日、TBSラジオ） - レギュラーリポーター。放送開始以来20年以上中継リポーターを務めた。
- ルー&ラッキィのパックインミュージック21（1992年4月 - 1993年10月、TBSラジオ） - カンコンキンシアターの小路川明子・鈴木晋介・剛州も出演。
- ルー大柴・ラッキィ池田の東京アミーゴ（TBSラジオ）
- 六輔七転八倒九十分（2015年 - 2016年、TBSラジオ）
- いち・にの三太郎〜赤坂月曜宵の口（2016年 - 2017年、TBSラジオ）

#### CM
- エースコック ラッキーカップ（1991年） ※「ラッキィカップ」ではない
- 松下電器 ビデオムービー ブレンビー（1991年） ※鈴木保奈美と共演
- カルビー 青のりえびせん（1990年）
- 日本ケンタッキー・フライド・チキン（1991年）
- エーディーケイ ワールドヒーローズ2(1993年)

マッドマンに扮してダンスを披露したり、
ダンスの振付の考案をした。
- ラッキー会館(1994年)

#### 映画
- 星くず兄弟の新たな伝説（2018年、マジックアワー） - 踊る男 役

#### CD
- インチキじゃない（ポニーキャニオン） - オリジナルビデオ「ギャッフーン!ラッキィ池田の振り付け仮面」テーマ曲。東京スカパラダイスオーケストラによる演奏。
- ラテンの如く／PSYCHEDELIC SOUND PARADISE（テイチクレコード） - 関根勤、ルー大柴とのユニット「オラ・セラル」名義。ただし、レコード会社の契約期間の関係により、覆面を付けた[要出典]「謎のイタチ野郎」と名乗っての参加。
- 上等だコラッ!（シルバーレコード） - 「元祖一発屋」として。

#### PV
- ゲット・ラッキー（ダフト・パンク） - 日本盤PVにダンディ坂野と共に出演。
- ギョギョギョムーチョ（つりビット） - 通常のMVとは別に振り付けレクチャーMOVIEが作成され自ら振付のレクチャーをしている。

#### 商品
- ヘビー級ニョロレスリング

#### 舞台
- カンコンキンシアター
- 幕末ガール 〜ドクトル☆おイネ物語〜
- オーシャンズ11（2014年） - パシャー・ター 役
- 中島みゆき「夜会Vol.20 リトル・トーキョー」振付

#### 音声配信
- ピンッ・チョス!（2023年5月、M∞CARD） - 関根勤と共演[13]。

### 著書
- 『バカ哲学者』風塵社、1998年12月。ISBN 978-4-938733-57-5。
- 『「思わず見ちゃう」のつくりかた 心をつかむ17の「子ども力」』新潮社、2017年6月。ISBN 978-4-10-351061-1。